# Guy Hollogne
Guy Hollogne (Zinnik, 2 augustus 1938) was een Belgisch volksvertegenwoordiger.

## Levensloop
Hollogne werkte op de personeelsdienst van de Usines Gustave Boël in La Louvière. Daarna was hij sociaal adviseur in het ziekenhuis van Jolimont, directeur van het medisch-pedagogisch instituut La Source en directeur-generaal van een maaltijdenhuis in Neufvilles. Ook was hij voorzitter van de vzw Saint-Nicolas, die bejaardentehuizen beheerde.
Voor de PSC was hij van 1966 tot 1976 OCMW-raadslid van Zinnik. Daarna was hij er van 1977 tot 2002 gemeenteraadslid en van 1977 tot 1988 schepen.
In november 1991 werd hij verkozen tot lid van de Kamer van volksvertegenwoordigers voor het arrondissement Zinnik en vervulde dit mandaat tot in april 1995. Hierdoor was hij automatisch ook lid van de Waalse Gewestraad en de Raad van de Franse Gemeenschap. Daarna zetelde hij van 1995 tot 2004 voor hetzelfde arrondissement in het Waals Parlement en het Parlement van de Franse Gemeenschap.